# 信長之野望·大志
《信長之野望·大志》是於2017年11月30日推出的模擬遊戲，由光榮特庫摩遊戲出品，對應任天堂Switch、PlayStation 4和Windows平臺。遊戲是信長之野望系列的第15款主要遊戲。PlayStation 4版預訂推出有中文版。

## 遊戲劇本
| 劇本名稱     | 預設推薦大名 | 備註             |
| 信長誕生     | 織田信秀     | DLC              |
| 河越夜戰     | 北條氏康     |                  |
| 越後的義將   | 長尾景虎     | DLC              |
| 嚴島之戰     | 毛利元就     |                  |
| 川中島之戰   | 武田信玄     |                  |
| 次郎法師直虎 | 井伊直虎     | DLC              |
| 天下布武     | 織田信長     |                  |
| 信長包圍網   | 織田信長     | DLC              |
| 高城川之戰   | 島津義久     |                  |
| 如夢似幻     | 織田信長     |                  |
| 天王山       | 羽柴秀吉     | DLC              |
| 沖田畷之戰   | 島津義久     | DLC              |
| 群雄集結     | 織田信長     | 任一劇本過關一次 |
| 大志繚亂     | 織田信長     | 特典版           |
| 長篠之戰     | 織田信長     | DLC              |